# Patrick Cassir
Patrick Cassir est un réalisateur français.

## Biographie
Patrick Cassir réalise des clips avant de tourner son long métrage, Premières Vacances, en 2018. Il signe également un court métrage, À fleur de boule, récompensé par le prix du court métrage au Festival international du film de comédie de l'Alpe d'Huez 2020. Il est en couple avec l'actrice et metteuse en scène Camille Chamoux.

## Filmographie

### Cinéma

#### Long métrage
- 2018 : Premières Vacances
- 2025 : Un mariage sans fin

#### Court métrage
- 2020 : À fleur de boule

### Télévision

#### Séries télévisées
- 2023 : La Tribu, saison 1 : 3 épisodes